# Holzheim (powiat Dillingen an der Donau)
Holzheim – miejscowość i gmina w Niemczech, w kraju związkowym Bawaria, w rejencji Szwabia, w regionie Augsburg, w powiecie Dillingen an der Donau, siedziba wspólnoty administracyjnej Holzheim. Leży na obrzeżach Jury Szwabskiej, około 10 km na południe od Dillingen an der Donau.

## Demografia
| Rok  | Liczba mieszk. |
| ---- | -------------- |
| 1970 | 2 780          |
| 1987 | 3 240          |
| 2000 | 3 732          |

## Polityka
Wójtem gminy jest Erhard Friegel, rada gminy składa się z 16 osób.
|      | WV Holzheim | FWG Weisingen | WG Eppisburg | FWV Ellerbach-Fultenbach | Razem |
| 2008 | 6           | 5             | 3            | 2                        | 16    |
| 2002 | 6           | 5             | 3            | 2                        | 16    |